# Шубра ал-Хайма
Шубра ал-Хайма понякога и само Шубра (на арабски: شبرا الخيمة) е град в област Калюбия, Северен Египет. Населението му е 1 016 722 жители (2006 г.), което го прави 4-тият по население в страната. Намира се в същата часова зона като България – UTC+2. Разположен е северно от Кайро, като е част от градската агломерация на Голямо Кайро, на 30°07′43″ с. ш. и 31°14′32″ и. д. и 16 метра н.в. Градът практически се развива благодарение на близостта си до столицата Кайро и приема функциите на сателитен град (предградие). Каирското метро свързва Шубра с ядрото на Кайро.